# Myochrous cyphus
Myochrous cyphus är en skalbaggsart som beskrevs av Blake 1950. Myochrous cyphus ingår i släktet Myochrous och familjen bladbaggar. Inga underarter finns listade i Catalogue of Life.